# Jacques Faure
Jacques Faure (* 2. März 1904 in Bordeaux; † 9. April 1988 in Paris) war ein französischer Général de brigade und Skisportler.

## Sportliche Erfolge
Faure war Angehöriger der Truppengattung Chasseurs alpins und bei den Olympischen Winterspielen 1936 als Offizier Mannschaftskapitän des französischen Teams beim Demonstrationsbewerb Militärpatrouille, das den sechsten Platz erzielte.

## Militärische Verwendungen

### Zweiter Weltkrieg
Im Zweiten Weltkrieg war er von 1939 bis 1940 Führer eines Skiaufklärer-Zuges und danach Attaché im Generalstab von General Émile Béthouart im norwegischen Narvik. Zu diesem Zeitpunkt hatte er bereits den Dienstgrad Capitaine. Nach dem zweiten Waffenstillstand von Compiègne wurde er zunächst nach London versetzt und dann von General Charles de Gaulle zurück nach Frankreich an die Militärschule Saint-Cyr. Er war Mitbegründer der 1940 gegründeten Jeunesse et Montagne (JM), einer alpinen Jugendsportorganisation der Armée de l’Air. Im Herbst 1944 wurde er unter gleichzeitiger Beförderung zum Lieutenant-colonel Kommandeur des 1. Fallschirmjägerregiments (1er RCP), das während des Krieges in den Vogesen eingesetzt war.
Nach dem Krieg diente er zunächst im französischen Generalstab. 1946 wurde er als Colonel Kommandeur des Groupement Aéroporté der 25. Luftlande-Infanteriedivision (25ème Division d'Infanterie Aéroporté). Von 1952 bis 1953 diente er als Militärgouverneur von Wien im besetzten Österreich, danach im Stab des AFCENT in Fontainebleau. Von 1954 bis 1956 war er Kommandeur der École de Haute Montagne (EHM) in Chamonix und wurde erster Präsident der 1955 vom französischen Verteidigungsminister offiziell gegründeten Commission Armées Jeunesse (CAJ).

### Algerienkrieg
Während des Algerienkriegs war er ab 1956 General z. b. V. beim Kommandeur der 27. Alpinen Infanteriedivision (27e Division d'Infanterie alpine) in der Kabylei und Stabschef des französischen Armee-Korps-Kommandos von Algier. In Algerien plante er einen Handstreich gegen die französische Regierung in Nordafrika, bei dessen Umsetzung Generalgouverneur Robert Lacoste im Rahmen seiner Inspektionsreise verhaftet werden und General Raoul Salan zum Militär- und Zivilgouverneur von Algerien ausgerufen werden sollte. Seine Absicht teilte er dem befreundeten Paul Teitgen mit. Zu einer Umsetzung kam es nicht, der Plan wurde verraten, Faure im Dezember 1956 verhaftet, nach Paris überführt und im Januar 1957 zu 30 Tagen Arrest in der Kaserne von La Courneuve verurteilt. Er zählte als zwischenzeitlicher Kommandeur der 27. Division zu den Hauptbeteiligten des späteren Putsches und wurde 1961 zu zehn Jahren Haft verurteilt, obwohl er sich zum Zeitpunkt der Durchführung selbst in Paris befand. 1966 wurde er begnadigt und aus der Haft entlassen. 1982, als er 77 Jahre alt war, wurde er zusammen mit weiteren Putschbeteiligten politisch rehabilitiert, 1986 wurde er Ehrenmitglied der Secours de France.